# Catherine Dean May
Pour les articles homonymes, voir May.
Catherine Dean May, née Barnes le 18 mai 1914 à Yakima (État de Washington) et morte le 28 mai 2004 à Rancho Mirage (Californie), est une femme politique américaine membre du Parti républicain.
Elle est représentante des États-Unis pour l'État de Washington entre 1959 et 1971, devenant la première femme à représenter cet État au Congrès.

## Biographie

### Études et carrière professionnelle
Née en 1914 à Yakima (État de Washington), Catherine Dean Barnes est la fille de Charles H. Barnes, commerçant et courtier immobilier, et de Pauline Van Loon Barnes. Elle est diplômée du Yakima Valley Junior College en 1934. Elle obtient un Bachelor of Science à l'université de Washington en 1936 puis un certificat d'enseignement en 1937. Elle étudie à l'université de Californie du Sud en 1939.
Elle enseigne l'anglais au Chehalis High School de 1937 à 1940 puis elle est journaliste radio sur la station KMO de Tacoma de 1941 à 1942, animant un programme pour les femmes au foyer. Elle dirige le département radio d'une agence de publicité de Seattle de 1942 à 1943 et d'une compagnie d'assurance de la même ville de 1943 à 1944. Elle devient ensuite écrivaine et commentatrice adjointe pour la National Broadcasting Company (NBC) à New York de 1944 à 1946 ; elle produit la première émission de radio sur Betty Crocker en 1945. Revenue dans l'État de Washington, elle est rédactrice en chef du contenu féminin à la station radio KIT à Yakima.

### Carrière politique

#### Élue locale
Sa carrière dans le secteur de la radio facilite son entrée en politique. Catherine Dean May est membre de la Chambre des représentants de l'État de Washington de 1952 à 1958.
Membre du Parti républicain, conservatrice, elle appuie la plupart des positions de son parti : elle s'oppose ainsi au financement public de l'éducation car cela favoriserait le socialisme, soutient les sociétés privées d'électricité contre les services publics et souhaite la réduction des prestations sociales. Elle modère par la suite ses idées en matière d'éducation et vote pour l'adoption d'une loi assouplissant la vente de boissons alcoolisées aux femmes. En 1955, elle joue un rôle important dans le projet de loi portant sur la télévision publique dans l'État de Washington.

#### Campagne de 1958
En 1958, alors que le représentant Hal Holmes (en) prend sa retraite, elle se porte candidate à la primaire républicaine, qu'elle remporte, à la surprise des dirigeants locaux du parti. Pour l'élection générale, son adversaire démocrate est le riche cultivateur Frank LeRoux. Elle est peu connue en dehors du comté de Yakima et son parti, estimant qu'elle est « une cause perdue », ne la soutient pas financièrement. Le Club des femmes républicaines de Yakima vend alors plus de 1500 boîtes de pudding pour récolter des fonds et Catherine Dean May distribue elle-même ses tracts dans une campagne de porte-à-porte à travers tout le district, tandis que son adversaire achète des panneaux d'affichage publicitaires. Elle lui propose un débat, qu'il refuse.
Le 4e district où elle se présente étant peu syndiqué, elle soutient une initiative visant à interdire l'adhésion obligatoire à un syndicat comme condition d'emploi. Elle s'engage aussi à défendre le maintien des prix agricoles. Elle l'emporte par 54 % des voix, contre 46 % à LeRoux. A posteriori, elle déclare : « Franchement, personne n'a été plus surpris que moi lorsque j'ai remporté la compétition pour le Congrès ».
Elle devient la première femme de l'État de Washington élue à la Chambre des représentants des États-Unis et plus généralement au Congrès. Arrivée à Washington, D.C. à la mi-décembre, elle est accueillie par le vice-président Richard Nixon et le représentant Thomas Pelly (en) la conduit à la Maison-Blanche pour qu'elle soit présentée au président Dwight D. Eisenhower.

#### Représentante des États-Unis

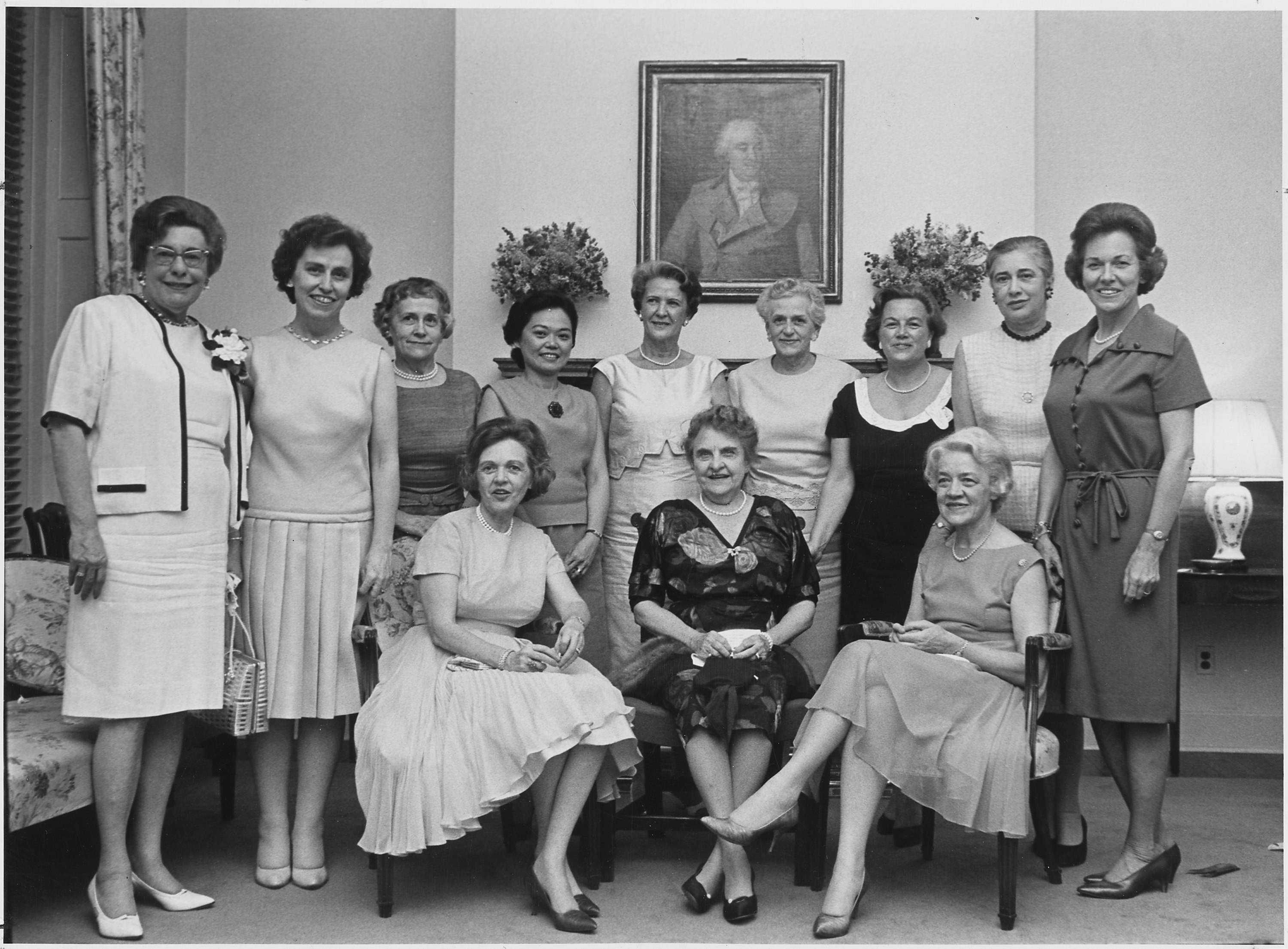
Photo des femmes parlementaires des États-Unis en 1965. Catherine Dean May est la troisième debout en partant de la droite.

Elle est réélue cinq fois, siégeant jusqu'en 1971. Elle est membre du comité de l'agriculture (la première personnalité politique de son État à y siéger), du United States House Select Committee on the House Beauty Shop (en) et du comité mixte sur l'énergie atomique (en raison de la présence du complexe nucléaire de Hanford dans son État),. Elle concentre son action sur la défense des intérêts des agriculteurs et des éleveurs. Elle défend le programme Food for Peace de distribution des surplus de nourriture aux pays pauvres afin de lutter contre le communisme.
Lors de sa prise de fonction en 1959, Catherine Dean May compte parmi les 15 femmes représentantes (en), sur 437 membres. L'institution étant historiquement dominée par les hommes, l'accès à plusieurs endroits est interdit ou très limité aux femmes (gymnase, piscine, clubs, etc.). Catherine Dean May accepte placidement ces restrictions comme la plupart des femmes politiques de sa génération, notant cependant a posteriori que la suivante adopta une tout autre attitude : « Shirley et Bella n'étaient pas ce que les membres masculins du Congrès attendaient d'une collègue féminine. Elles sont devenus aussi exigeantes, aussi bruyantes et aussi difficiles que les hommes ! ».
Conservatrice, considérant avec dédain le Women's Lib, elle soutient cependant fermement l'adoption de l’Equal Rights Amendment ainsi que d'autres mesures féministes (Equal Pay Act de 1963, ajout de la discrimination sexuelle au Civil Rights Act de 1964). Elle défend également la nomination de plus de femmes aux postes gouvernementaux d'importance. Alors qu'on lui demande si une femme pourrait un jour devenir présidente, elle répond : « Je pense que la personne la mieux qualifiée pour le poste devrait être présidente, peu importe qu'elle soit un homme ou une femme ».
Anticommuniste, elle a suggéré l'interdiction du droit de vote aux membres du Parti communiste américain. En 1965, elle associe le communisme à « l'épidémie de désobéissance civile dans ce pays ». Dans le cadre de la guerre du Vietnam, elle est convaincue que les États-Unis défendent la démocratie contre une agression communiste. Cependant, en 1969, après l'offensive du Tết et la visite d'un hôpital à Saïgon, « elle a compris le prix humain grotesque » de ce conflit, note Patricia Pidcock.
En parallèle, elle est critiquée par l'association conservatrice John Birch Society alors que dans son État ferment les réacteurs nucléaires de Hanford et qu'ont lieu plusieurs incendies criminels. À droite, considérée comme trop « libérale » (elle vote en faveur d'un projet de loi limitant la vente d'armes par correspondance), elle est aussi contestée sur sa gauche pour sa proximité avec l'administration Nixon. Elle hésite donc à se représenter, son fils combattant au Vietnam, sa fille s'interrogeant sur la politique du pays, et son mariage battant de l'aile.
En 1970, elle se lance finalement au dernier moment dans sa campagne de réélection, faisant plusieurs déclarations qui déboussolent ses électeurs : elle explique ainsi que les manifestations étudiantes sont dues à des parents trop permissifs ou que l'agriculture est responsable d'un tiers de la pollution aux États-Unis. Patricia Pidcock analyse : « May a énoncé ce qu'elle considérait comme des réalités dures sur l'Amérique, mais les électeurs n'étaient pas d'humeur à la franchise ». Dans un climat de changements sociaux et politiques, elle est finalement battue par Mike McCormack (en), le premier démocrate à l'emporter dans ce district depuis 30 ans. Elle met alors un terme à sa carrière électorale.

#### Autres fonctions publiques et fin de vie
En décembre de la même année, le président Richard Nixon la nomme parmi les administrateurs de l'entreprise ferroviaire National Railroad Passenger Corporation (Amtrak). Elle siège à la Commission du commerce international des États-Unis de 1971 à 1975, puis de 1979 à 1980, étant la première femme à occuper cette fonction. En 1982, elle est consultante spéciale auprès du président des États-Unis Ronald Reagan sur le Projet des 50 États, visant à convaincre ceux-ci de supprimer des lois sexistes.
Elle déménage à Palm Desert (Californie), avec son nouveau mari, Donald W. Bedell, et devient présidente de Bedell Associates. Elle meurt en 2004 à Rancho Mirage (Californie).

## Vie privée
En janvier 1943, elle épouse James O. May ; ils ont deux enfants, James et Melinda. En novembre 1970, elle se remarie avec Donald W. Bedell, consultant en gestion, dont elle divorcera également.